# Loi d'Aitken
La loi d'Aitken, nommée d'après le professeur Adam Jack Aitken, qui la formula, décrit la façon dont l'environnement phonétique détermine la quantité vocalique en scots et en anglais écossais. Elle touche l'ensemble des voyelles dans les dialectes du centre de l'Écosse, et dans les dialectes périphériques certaines voyelles n'en sont pas affectées.
- [ə], [ɪ], [ʌ], [ɛ] et [a]  sont habituellement brèves.
- [e], [i], [o], [u] et [ø] sont habituellement longues : 
  - en syllabe accentuée devant [v], [ð], [z], [ʒ] et [r]
  - devant une autre voyelle
  - devant une limite de morphème.
- [ɑ], [ɒ] et [ɔ] sont habituellement longues dans la plupart des dialectes.
- La diphtongue [əi] apparaît habituellement dans les mêmes environnements que les variantes brèves décrites ci-dessus et [aɪ] dans les mêmes environnements que les variantes longues.

On présume que cette loi a commencé à s'appliquer au cours de la période du moyen scots (de 1450 à 1700).
- (en) Cet article est partiellement ou en totalité issu de l’article de Wikipédia en anglais intitulé « Scottish Vowel Length Rule » (voir la liste des auteurs).